# Oldřich Tošovský
Rotmistr Oldřich Tošovský (10. července 1917, Horní Jelení – 17. října 1940, Coddenham, Spojené království) byl československý vojenský letec.
Oldřich se narodil v Horním Jelení v rodině obuvníka Františka Tošovského, původem z nedalekého Ostřetína. Za 2. světové války se stal příslušníkem 311. perutě RAF. Zahynul při cvičném letu letounu Wellington Mk.I. Letoun zavadil o vedení vysokého napětí u Coddenhamu a spadl u Pipps Farm. Je pohřben na hřbitově All Saints, Honington, hrabství Suffolk.
Je zmíněn na pomníku obětem 1. a 2. světové války v Ostřetíně. Další památkou je pamětní deska pilotům RAF na zdi obecního úřadu v Ostřetíně, kde je spolu s dalšími dvěma rodáky.